# Бутти, Энрико
Энрико Бутти (итал. Enrico Butti; 3 апреля 1847, Виджу — 10 января 1932) — итальянский скульптор и педагог, работавший главным образом в Милане.

## История
Родился в семье потомственного скульптора; его отец, дядя, двоюродный брат и предки работали с мрамором. В возрасте 14 лет (в 1861 году) отправился в Милан, где поступил в ученики к скульптору и преподавателю Академии Брера Пьетро Маньи, впоследствии работал подмастерьем у него, а также у Франческо Барцаги, Уго Дзаннони и других мастеров; первое время жил в бедности. На Национальной выставке в Милане в 1872 году представил свою первую работу, мраморную скульптуру Рафаэля; спустя два года его статуя Элеоноры д’Эсте получила высокую оценку от критиков. В 1879 году выставил в Брере надгробный памятник семье Кави-Босси, за что получил премию от принца Умберто. К последующей выставке завершил работу над скульптурой «Время» для надгробного памятнике семьи Борджи, а также надгробные памятники для семей Геррини и Гальбьяти, символично изображающие узы братства. Эти надгробья были установлены на Монументальном кладбище в Милане. Статуя шахтёра его работы (Il Miniatore) также была выставлена в Брере, затем была установлена на Дюссельдорфском кладбище. Среди публичных памятников, созданных им, наиболее известны статуя генерала Сирти, установленная в общественном парке Милана, и памятник итальянскому единству, созданный для монумента Витториано в Риме. В 1891 году им было создано надгробье для погребальной часовни семьи Касати.
С 1893 по 1913 год преподавал скульптуру в Академии Брера. В 1913 году из-за обострения лёгочной болезни вернулся в Виджу, где прожил до конца жизни и не прекращал работать. В 1926 году передал все свои гипсовые скульптуры муниципалитету Виджу. С 1928 года занялся живописью. Скончался на собственной вилле, парк возле которой впоследствии был превращён в музей его работ согласно пожеланию покойного.